# Cinnyris humbloti
Cinnyris humbloti là một loài chim trong họ Nectariniidae.